# Festival de la Canción de San Remo 2025
El 75.º Festival de la Canción de San Remo 2025 tuvo lugar en el Teatro Ariston de San Remo del 11 al 15 de febrero de 2025, marcando el regreso de Carlo Conti como presentador y director artístico del festival después de fungir como ello entre 2015 y 2017 y tras el retiro de Amadeus. Durante el transcurso del festival, Conti será acompañado por varios copresentadores en todas las galas: Antonella Clerici y Gerry Scotti en la primera noche, Bianca Balti, Cristiano Malgioglio y Nino Frassica en la segunda noche, Miriam Leone, Elettra Lamborghini y Katia Follesa en la tercera noche, Mahmood y Geppi Cucciari en la cuarta noche y Alessia Marcuzzi y Alessandro Cattelan en la quinta.
La participación en este evento marcó un nuevo cambio en el concurso, con la recuperación de la categoría «Nuove proposte», con lo cual el festival regresó a dividirse en dos secciones como se venía realizando hasta 2021. En la sección «Campioni» fueron confirmados 30 artistas participantes que terminaron en 29 tras el retiro del rapero Emis Killa. Mientras en la categoría «Nuove proposte» participaron 4 artistas que se clasificaron a través del programa Sanremo Giovani en diciembre de 2024. Como novedad, los artistas de la categoría «Nuove proposte» participaron con las mismas canciones con las que ganaron en Sanremo Giovani.
La canción vencedora de la sección «Campioni», principal competencia del certamen, fue «Balorda nostalgia», presentada por Olly y compuesta por el mismo junto a Julien Boverod "Jvli" y Pierfrancesco Pasini.La sección «Nuove Proposte» fue vencida por el cantante Settembre con la balada «Vertebre».
Como viene siendo reglamentario desde 2015, el ganador del Festival tiene el derecho a representar a Italia en el Festival de la Canción de Eurovisión 2025, que se celebrará en Basilea, Suiza. En la conferencia de prensa realizada al día siguiente a su victoria, Olly declaró no tener una decisión concreta sobre su participación, recibiendo un plazo de una semana por parte de la RAI para su confirmación o declinación. El 22 de febrero de 2025, Olly anunció su renuncia a participar en el festival, siendo confirmado más tarde por la RAI el segundo puesto del festival de Sanremo, Lucio Corsi con la balada «Volevo essere un duro».

## Formato

### Presentadores

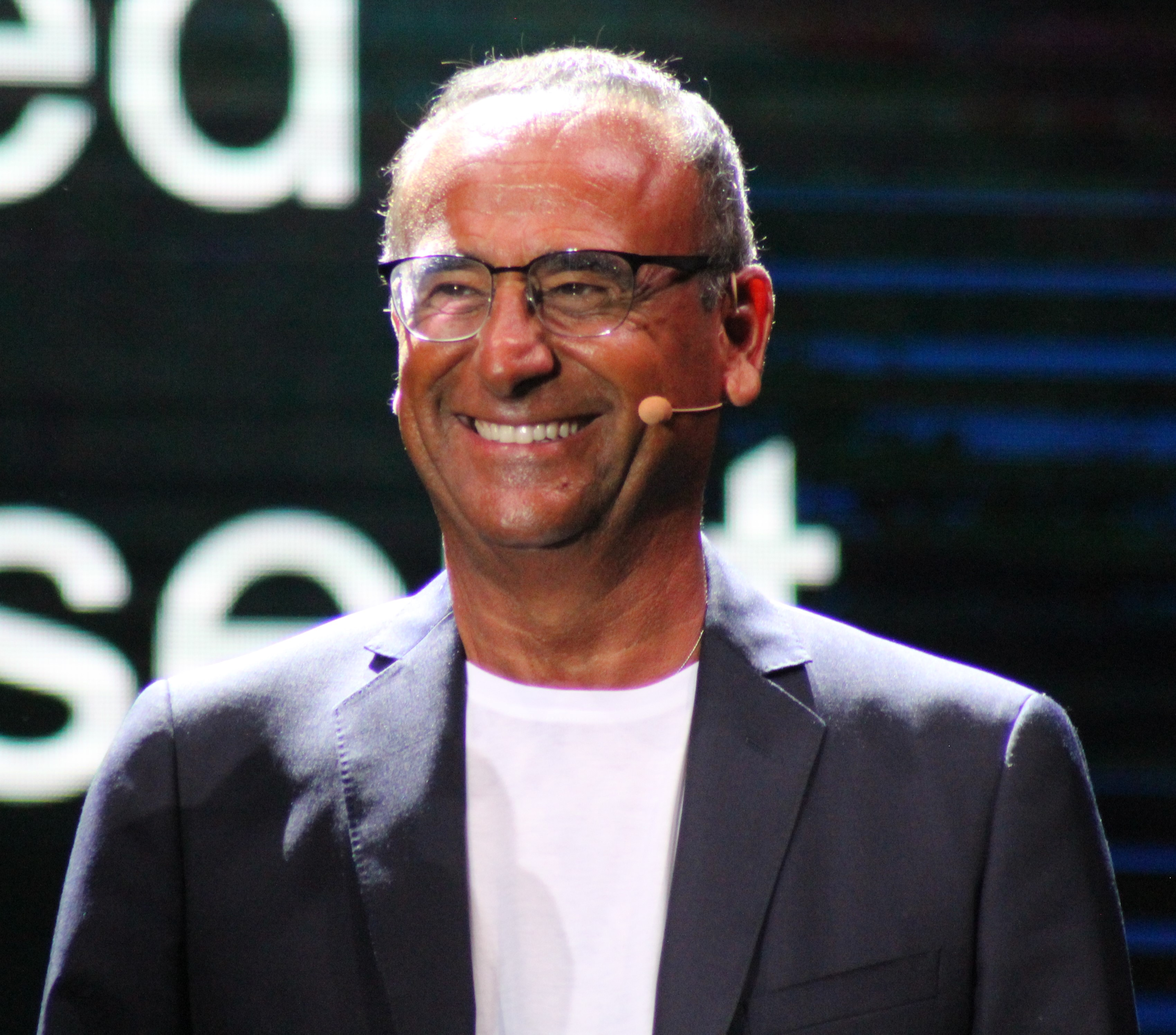
Carlo Conti, director artístico y presentador principal del Festival de Sanremo 2025.

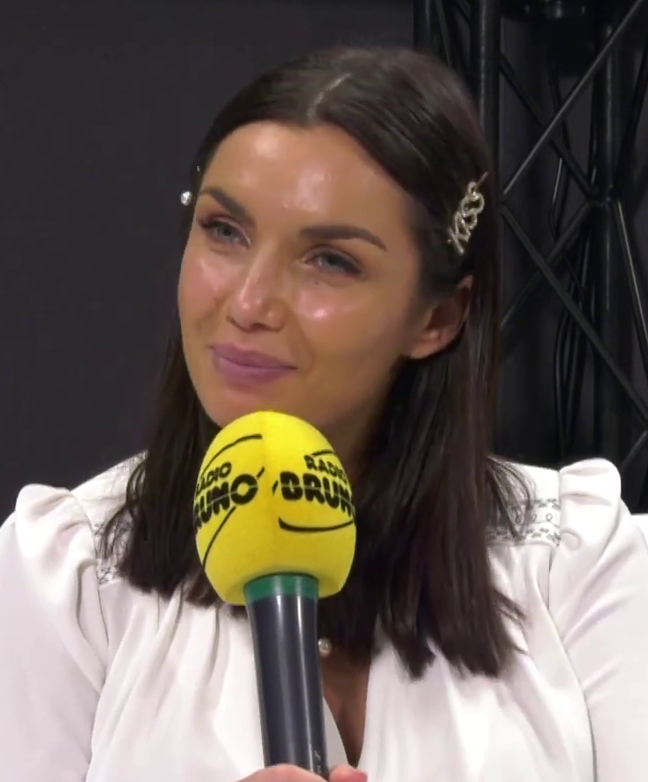
Elettra Lamborghini, copresentadora en la tercera noche.

| Presentador          | Profesión                                                  | Gala        | Ref.  |
| -------------------- | ---------------------------------------------------------- | ----------- | ----- |
| Carlo Conti          | Presentador de televisión                                  | Todas       | [ 2 ] |
| Antonella Clerici    | Presentadora de televisión                                 | 1era. noche | [ 2 ] |
| Gerry Scotti         | Presentador de televisión, locutor, actor y expolítico     | 1era. noche | [ 2 ] |
| Bianca Balti         | Modelo                                                     | 2da. noche  | [ 2 ] |
| Cristiano Malgioglio | Presentador y personaje de televisión                      | 2da. noche  | [ 2 ] |
| Nino Frassica        | Comediante, actor, locutor y personaje televisivo          | 2da. noche  | [ 2 ] |
| Miriam Leone         | Actriz, presentadora de televisión y ex modelo             | 3ra. noche  | [ 2 ] |
| Elettra Lamborghini  | Influencer, cantante y personaje televisivo                | 3ra. noche  | [ 2 ] |
| Katia Follesa        | Comediante, presentadora de televisión y locutora de radio | 3ra. noche  | [ 2 ] |
| Mahmood              | Cantautor y compositor                                     | 4ta. noche  | [ 2 ] |
| Geppi Cucciari       | Comediante, locutora, presentadora de televisión y actriz  | 4ta. noche  | [ 2 ] |
| Alessia Marcuzzi     | Presentadora de televisión, ex actriz y ex modelo          | 5ta. noche  | [ 2 ] |
| Alessandro Cattelan  | Showman, locutor de radio y presentador de televisión      | 5ta. noche  | [ 2 ] |

### Votación

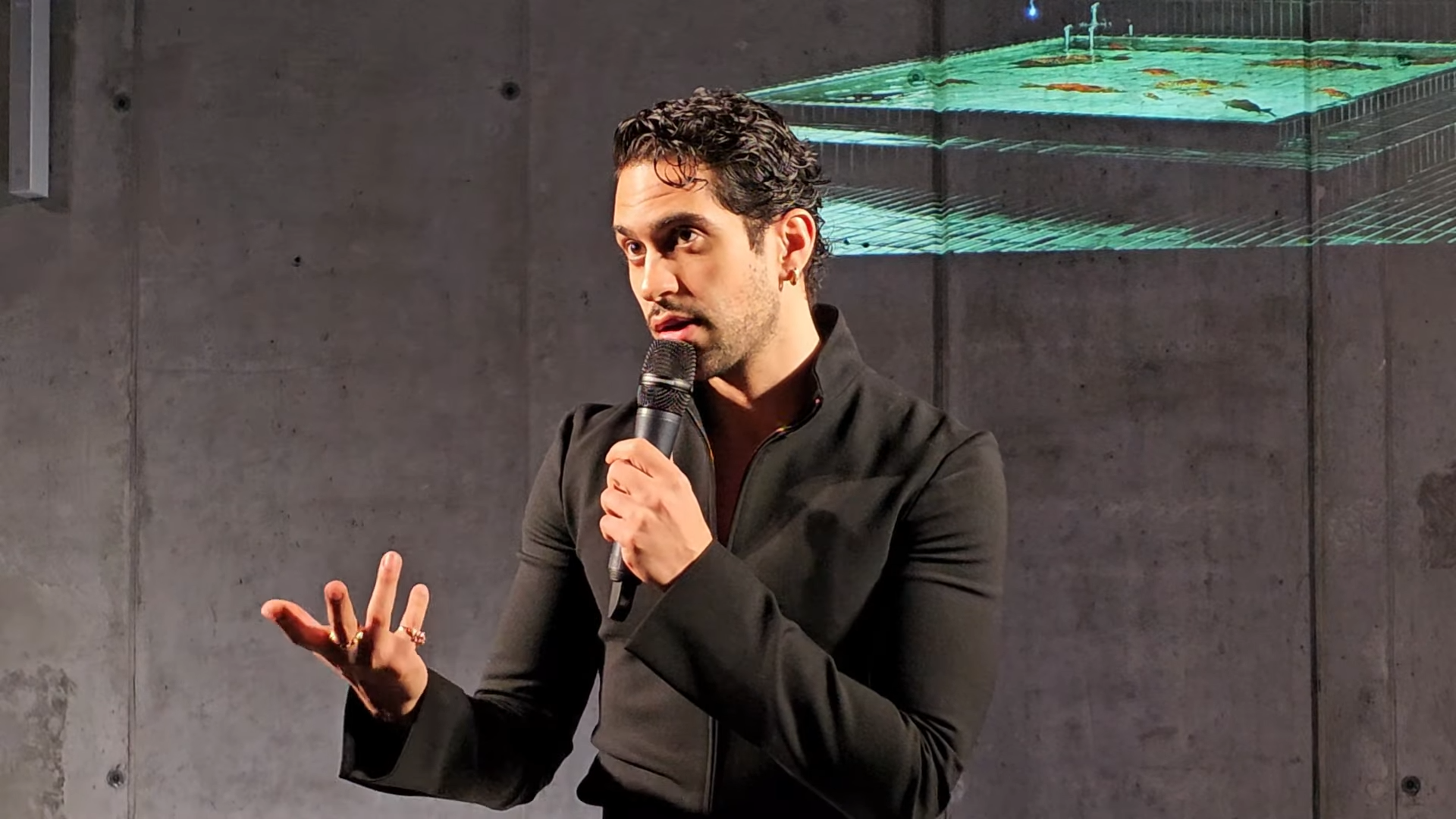
Mahmood, copresentador durante la cuarta noche e invitado especial en la noche final.

Durante la celebración del festival fueron utilizados 3 métodos de votación distintos, que definieron a los clasificados en las distintas rondas, y finalmente, al ganador del festival:
- Televoto, a través de las llamadas desde números fijos y teléfonos móviles, así como desde Internet o la aplicación oficial del festival.
- Jurado de la prensa, compuesto por periodistas acreditados de medios de televisión y sitios web, que se encontraron en la sala de prensa durante la celebración del concurso.
- Jurado de la radio, compuesto por profesionales de las distintas estaciones de radio nacionales. Este método fue introducido en la edición pasada del festival en reemplazo del jurado demoscópico.

Como novedad durante el concurso, se decidió que a diferencia de los años anteriores, en la súper final se tomara en cuenta la votación de todas las noches anteriores en lugar de reiniciar la votación a 0 como era habitual. Así mismo, la noche de covers realizada en la cuarta noche dejó de computar para el resultado final, funcionando como una competencia aparte del festival.

## Participantes

### Sección Campioni
El 20 de agosto de 2024 fue publicado el reglamento oficial del festival con el que se abrió la recepción de canciones por parte de las discográficas y las invitaciones a artistas, contemplándose la participación de 24 artistas en competencia. El 1 de diciembre de 2024 fue revelada la lista de 30 artistas participantes en la sección Campioni del festival durante el noticiero TG1 de las 13:30.Los títulos de las canciones fueron revelados por los propios artistas el 18 de diciembre de 2024 durante la final del Sanremo Giovani.
El 29 de enero de 2025, el rapero Emis Killa anunció su retiro del festival tras ser vinculado a una investigación judicial por presunta asociación delictiva con los ultras del AC Milan.Posteriormente, la RAI anunció que su lugar no sería ocupado por ningún reemplazo por lo que el número de artistas en competencia se redujo a 29.
| Artista                           | Última participación | Canción (Traducción)                                  | Compositor(es)                                                                             |
| --------------------------------- | -------------------- | ----------------------------------------------------- | ------------------------------------------------------------------------------------------ |
| Achille Lauro                     | 2022                 | «Inconscienti giovani» (Jóvenes inconscientes)        | A. Lauro, S. P. Manzari, P. Antonacci, D. Simonetta, M. Ciceroni, D. Nelli e G. Calculli   |
| Bresh                             | Debutante            | «La tana del granchio» (La cueva del cangrejo)        | Bresh, L. Di Biasi, G. De Lauri e L. Ghiazzi                                               |
| Brunori Sas                       | Debutante            | «L'albero delle noci» (El nogal)                      | Brunori Sas                                                                                |
| Clara                             | 2024                 | «Febbre» (Fiebre)                                     | Clara, J. Ettorre, F. Calearo, F. Abbate e D. Faini                                        |
| Coma_Cose                         | 2023                 | «Cuoricini» (Corazoncitos)                            | Coma_Cose, A. Filippelli e G. Manilardi                                                    |
| Elodie                            | 2023                 | «Dimenticarsi alle 7» (Olvidarse a las 7)             | Elodie, D. Petrella e D. Simonetta                                                         |
| Emis Killa                        | –                    | «Demoni» (Demonios)                                   | E. R. Giambelli, N. Lazzarin, Mattia Cerri, Marco Cerri e F. Abbate                        |
| Fedez                             | 2021                 | «Battito» (Latido)                                    | Fedez, F. Abbate, A. La Cava e Cripo                                                       |
| Francesca Michielin               | 2021                 | «Fango in paradiso» (Lodo en el paraíso)              | F. Michielin, D. Simonetta e A. Raina                                                      |
| Francesco Gabbani                 | 2020                 | «Viva la vita» (Viva la vida)                         | F. Gabbani, Pacifico, C. Gabelloni, D. Simonetta e G. Zito                                 |
| Gaia                              | 2021                 | «Chiamo io chiamo tu» (Llamo yo, llamas tu)           | Gaia, D. Petrella e S. Tognini                                                             |
| Giorgia                           | 2023                 | «La cura per me» (La cura para mí)                    | R. Fabbriconi, Giorgia e Michelangelo                                                      |
| Irama                             | 2024                 | «Lentamente» (Lentamente)                             | Irama, R. Fabbriconi, Michelangelo e G. Colonnelli                                         |
| Joan Thiele                       | Debutante            | «Eco» (Eco)                                           | J. Thiele, E. Triglia, F. Abbate e S. Benussi                                              |
| Lucio Corsi                       | Debutante            | «Volevo essere un duro» (Quería ser un tipo duro)     | L. Corsi e T. Ottomano                                                                     |
| Marcella Bella                    | 2007                 | «Pelle diamante» (Piel de diamante)                   | M. Bella, M. Rettani, S. Cirenga e A. Simoncini                                            |
| Massimo Ranieri                   | 2022                 | «Tra le mani un cuore» (Entre las manos un corazón)   | T. Ferro, Nek, G. Anania e M. Venturini                                                    |
| Modà                              | 2023                 | «Non ti dimentico» (No te olvido)                     | F. Silvestre                                                                               |
| Noemi                             | 2022                 | «Se t'innamori muori» (Si te enamoras, mueres)        | Mahmood, R. Fabbriconi e Michelangelo                                                      |
| Olly                              | 2023                 | «Balorda nostalgia» (Funesta nostalgia)               | Olly, Jvli e P. Pasini                                                                     |
| Rkomi                             | 2022                 | «Il ritmo delle cose» (El ritmo de las cosas)         | Rkomi, J. Ettorre, M. Pierotti, F. Catitti, Shablo e L. V. Faraone                         |
| Rocco Hunt                        | 2016                 | «Mille vote ancora» (Mil veces más)                   | R. Pagliarulo, Kende, M. Salvaderi, L. Santarelli, D. Simonetta, P. Antonacci e S. Tognini |
| Rose Villain                      | 2024                 | «Fuorilegge» (Forajido)                               | R. Luini, A. Ferrara, F. Abbate e Cripo                                                    |
| Sarah Toscano                     | Debutante            | «Amarcord» (Me acuerdo)                               | S. Toscano, J. Ettorre, F. Abbate, F. Mercuri, G. Cremona, E. Maimone e L. Grillotti       |
| Serena Brancale                   | 2015                 | «Anema e cuore» (Alma y corazón)                      | S. Brancale, F. Abbate, J. Ettorre, M. Finotti e Cripo                                     |
| Shablo con Guè, Joshua y Tormento | Debutante, 2001      | «La mia parola» (Mi palabra)                          | Guè, Joshua, Tormento, E. Medici, Shablo, V. L. Faraone, R. Lamanna ed E. Conocchia        |
| Simone Cristicchi                 | 2019                 | «Quando sarai piccola» (Cuando seas pequeña)          | S. Cristicchi, E. Brunialti e Amara                                                        |
| The Kolors                        | 2024                 | «Tu con chi fai l'amore» (Tu con quién haces el amor) | A. Fiordispino, D. Petrella, E. D'Erme e S. Tognini                                        |
| Tony Effe                         | Debutante            | «Damme 'na mano» (Dame una mano)                      | Tony Effe, D. Petrella, D. V. Vettraino e L. V. Faraone                                    |
| Willie Peyote                     | 2021                 | «Grazie ma non grazie» (Gracias pero no, gracias)     | W. Peyote, A. A. Vella, D. Bestonzo e L. Romeo                                             |

     Candidatura retirada

### Sección Giovani
| Artista             | Canción (Traducción)                                                                       | Compositor(es)                                                                  |
| ------------------- | ------------------------------------------------------------------------------------------ | ------------------------------------------------------------------------------- |
| Alex Wyse           | «Rockstar» (Estrella de rock)                                                              | A. Rina, F. Facchinetti y M. Ieva                                               |
| Maria Tomba         | «Goodbye (Voglio good vibes)» (Adiós (Quiero buenas vibras))                               | A. Bruno, M. Tomba, G. Guerra, M. Guerra y S. Mineo                             |
| Settembre           | «Vertebre» (Vertebras)                                                                     | A. Settembre, L. Di Lenola y M. Finotti                                         |
| Vale LP e Lil Jolie | «Dimmi tu quandi sei pronto per fare l'amore» (Dime cuando estés listo para hacer el amor) | A. De Crescenzo, E. Dadone, F. Calearo, M. Cianchi, V. Sanseverino y S. Tognini |

## Celebración del festival

### Primera noche
En la primera noche se presentó la totalidad de los candidatos de la sección «Campioni», cada uno con la canción en competencia. Las interpretaciones fueron votadas por el jurado compuesto por los periodistas de la prensa escrita, televisión y web. Al final de la gala se reveló el top 5 de la clasificación en orden aleatorio.
| Orden | Artista                          | Canción                  | Clasificación General            |
| Orden | Artista                          | Canción                  | Jurado de la prensa, TV y la web |
| ----- | -------------------------------- | ------------------------ | -------------------------------- |
| 1     | Gaia                             | «Chiamo io chiamo tu»    | 23                               |
| 2     | Francesco Gabbani                | «Viva la vita»           | 10                               |
| 3     | Rkomi                            | «Il ritmo delle cose»    | 28                               |
| 4     | Noemi                            | «Se t'innamori muori»    | 7                                |
| 5     | Irama                            | «Lentamente»             | 26                               |
| 6     | Coma_Cose                        | «Cuoricini»              | 8                                |
| 7     | Simone Cristicchi                | «Quando sarai piccola»   | 2                                |
| 8     | Marcella Bella                   | «Pelle diamante»         | 27                               |
| 9     | Achille Lauro                    | «Inconscienti Giovani»   | 5                                |
| 10    | Giorgia                          | «La cura per me»         | 1                                |
| 11    | Willie Peyote                    | «Grazie ma non grazie»   | 14                               |
| 12    | Rose Villain                     | «Fuorilegge»             | 17                               |
| 13    | Olly                             | «Balorda nostalgia»      | 6                                |
| 14    | Elodie                           | «Dimenticarsi alle 7»    | 12                               |
| 15    | Shablo con Guè, Joshua, Tormento | «La mia parola»          | 18                               |
| 16    | Massimo Ranieri                  | «Tra le mani un cuore»   | 16                               |
| 17    | Tony Effe                        | «Damme 'na mano»         | 29                               |
| 18    | Serena Brancale                  | «Anema e cuore»          | 21                               |
| 19    | Brunori Sas                      | «L'albero delle noci»    | 3                                |
| 20    | Modà                             | «Non ti dimentico»       | 25                               |
| 21    | Clara                            | «Febbre»                 | 24                               |
| 22    | Lucio Corsi                      | «Volevo essere un duro»  | 4                                |
| 23    | Fedez                            | «Battito»                | 11                               |
| 24    | Bresh                            | «La tana del granchio»   | 19                               |
| 25    | Sarah Toscano                    | «Amarcord»               | 22                               |
| 26    | Joan Thiele                      | «Eco»                    | 15                               |
| 27    | Rocco Hunt                       | «Mille volte ancora»     | 20                               |
| 28    | Francesca Michielin              | «Fango in Paradiso»      | 13                               |
| 29    | The Kolors                       | «Tu con chi fai l'amore» | 9                                |

     Top 5 anunciado al final de la gala

### Segunda noche

#### Sección Nuove Proposte
Al principio de la segunda noche se presentaron los 4 artistas de la sección «Nuove Proposte» en dos duelos, cada uno con la canción en competencia. Las interpretaciones fueron votadas en un 33% por el jurado de la radio, 33% el jurado compuesto por los periodistas de la prensa escrita, televisión y web y 33% el voto del público. Al final de la votación se declararon los ganadores de cada duelo que avanzaron a la final de la siguiente noche.
| Duelo | Orden | Artista             | Canción                                       | Votos segunda noche | Votos segunda noche | Votos segunda noche | Votos segunda noche | Votos segunda noche |
| Duelo | Orden | Artista             | Canción                                       | Jur. Prensa (33%)   | Jur. Radio (33%)    | Televoto (34%)      | Televoto (34%)      | Total noche         |
| Duelo | Orden | Artista             | Canción                                       | Jur. Prensa (33%)   | Jur. Radio (33%)    | %                   | Posición            | Total noche         |
| ----- | ----- | ------------------- | --------------------------------------------- | ------------------- | ------------------- | ------------------- | ------------------- | ------------------- |
| I     | 1     | Alex Wyse           | «Rockstar»                                    | 1                   | 1                   | 86.96%              | 1                   | 1                   |
| I     | 2     | Vale LP e Lil Jolie | «Dimmi tu quandi sei pronto per fare l'amore» | 2                   | 2                   | 13.04%              | 2                   | 2                   |
| II    | 3     | Maria Tomba         | «Goodbye (Voglio good vibes)»                 | 2                   | 2                   | 14.14%              | 2                   | 2                   |
| II    | 4     | Settembre           | «Vertebre»                                    | 1                   | 1                   | 85.86%              | 1                   | 1                   |

     Finalistas

#### Sección Campioni
En la segunda noche se presentaron 15 artistas de la sección «Campioni», cada uno con la canción en competencia. Las interpretaciones fueron votadas en un 50% por el jurado de la radio y 50% el voto del público. Al final de la gala se reveló el top 5 de la clasificación en orden aleatorio.
| Orden | Artista             | Canción                  | Votos segunda noche | Votos segunda noche | Votos segunda noche | Votos segunda noche | Votos segunda noche              |
| Orden | Artista             | Canción                  | Jur. Radio (50%)    | Televoto (50%)      | Televoto (50%)      | Total noche         | Total conjunto (2.ª y 3.ª noche) |
| Orden | Artista             | Canción                  | Jur. Radio (50%)    | %                   | Posición            | Total noche         | Total conjunto (2.ª y 3.ª noche) |
| ----- | ------------------- | ------------------------ | ------------------- | ------------------- | ------------------- | ------------------- | -------------------------------- |
| 1     | Rocco Hunt          | «Mille volte ancora»     | 15                  | 5.93%               | 7                   | 8                   | 12                               |
| 2     | Elodie              | «Dimenticarsi alle 7»    | 9                   | 5.20%               | 8                   | 7                   | 11                               |
| 3     | Lucio Corsi         | «Volevo essere un duro»  | 4                   | 10.67%              | 3                   | 5                   | 7                                |
| 4     | The Kolors          | «Tu con chi fai l'amore» | 5                   | 2.42%               | 9                   | 9                   | 18                               |
| 5     | Serena Brancale     | «Anema e cuore»          | 13                  | 1.62%               | 12                  | 13                  | 26                               |
| 6     | Fedez               | «Battito»                | 11                  | 19.39%              | 2                   | 2                   | 4                                |
| 7     | Francesca Michielin | «Fango in Paradiso»      | 10                  | 1.60%               | 13                  | 12                  | 25                               |
| 8     | Simone Cristicchi   | «Quando sarai piccola»   | 2                   | 20.49%              | 1                   | 1                   | 3                                |
| 9     | Marcella Bella      | «Pelle diamante»         | 14                  | 0.72%               | 15                  | 15                  | 29                               |
| 10    | Bresh               | «La tana del granchio»   | 8                   | 6.02%               | 6                   | 6                   | 9                                |
| 11    | Achille Lauro       | «Inconscienti Giovani»   | 3                   | 10.55%              | 4                   | 4                   | 6                                |
| 12    | Giorgia             | «La cura per me»         | 1                   | 9.79%               | 5                   | 3                   | 5                                |
| 13    | Rkomi               | «Il ritmo delle cose»    | 12                  | 1.54%               | 14                  | 14                  | 27                               |
| 14    | Rose Villain        | «Fuorilegge»             | 7                   | 2.03%               | 11                  | 11                  | 22                               |
| 15    | Willie Peyote       | «Grazie ma non grazie»   | 6                   | 2.05%               | 10                  | 10                  | 20                               |

     Top 5 anunciado al final de la gala

### Tercera noche

#### Sección Campioni
En la tercera noche se presentaron 14 artistas de la sección «Campioni», cada uno con la canción en competencia. Las interpretaciones fueron votadas en un 50% por el jurado de la radio y 50% el voto del público. Al final de la gala se reveló el top 5 de la clasificación en orden aleatorio.
| Orden | Artista                          | Canción                | Votos segunda noche | Votos segunda noche | Votos segunda noche | Votos segunda noche | Votos segunda noche              |
| Orden | Artista                          | Canción                | Jur. Radio (50%)    | Televoto (50%)      | Televoto (50%)      | Total noche         | Total conjunto (2.ª y 3.ª noche) |
| Orden | Artista                          | Canción                | Jur. Radio (50%)    | %                   | Posición            | Total noche         | Total conjunto (2.ª y 3.ª noche) |
| ----- | -------------------------------- | ---------------------- | ------------------- | ------------------- | ------------------- | ------------------- | -------------------------------- |
| 1     | Clara                            | «Febbre»               | 12                  | 1.23%               | 14                  | 14                  | 28                               |
| 2     | Brunori Sas                      | «L'albero delle noci»  | 2                   | 35.09%              | 1                   | 1                   | 1                                |
| 3     | Sarah Toscano                    | «Amarcord»             | 10                  | 3.72%               | 7                   | 8                   | 16                               |
| 4     | Massimo Ranieri                  | «Tra le mani un cuore» | 11                  | 2.58%               | 10                  | 11                  | 21                               |
| 5     | Joan Thiele                      | «Eco»                  | 7                   | 1.59%               | 12                  | 12                  | 23                               |
| 6     | Shablo con Guè, Joshua, Tormento | «La mia parola»        | 9                   | 2.85%               | 8                   | 10                  | 19                               |
| 7     | Noemi                            | «Se t'innamori muori»  | 4                   | 2.72%               | 9                   | 6                   | 14                               |
| 8     | Olly                             | «Balorda nostalgia»    | 3                   | 26.22%              | 2                   | 2                   | 2                                |
| 9     | Coma_Cose                        | «Cuoricini»            | 1                   | 2.07%               | 11                  | 5                   | 15                               |
| 10    | Modà                             | «Non ti dimentico»     | 13                  | 4.24%               | 5                   | 9                   | 17                               |
| 11    | Tony Effe                        | «Damme 'na mano»       | 14                  | 4.96%               | 4                   | 7                   | 13                               |
| 12    | Irama                            | «Lentamente»           | 8                   | 7.20%               | 3                   | 3                   | 8                                |
| 13    | Francesco Gabbani                | «Viva la vita»         | 5                   | 4.24%               | 6                   | 4                   | 10                               |
| 14    | Gaia                             | «Chiamo io chiamo tu»  | 6                   | 1.32%               | 13                  | 13                  | 24                               |

     Top 5 anunciado al final de la gala

#### Sección Nuove Proposte
Al final de la tercera noche se presentaron los 2 artistas finalistas de la sección «Nuove Proposte», cada uno con la canción en competencia. Las interpretaciones fueron votadas en un 33% por el jurado de la radio, 33% el jurado compuesto por los periodistas de la prensa escrita, televisión y web y 33% el voto del público. Al final de la votación se entregó el Premio de la Crítica «Mia Martini» votado por la prensa y se declaró acreedor al León de Plata al ganador de las votaciones, resultando ganador de ambos premios Settembre con la canción «Vertebre».
| Orden | Artista   | Canción    | Votos segunda noche | Votos segunda noche | Votos segunda noche | Votos segunda noche | Votos segunda noche |
| Orden | Artista   | Canción    | Jur. Prensa (33%)   | Jur. Radio (33%)    | Televoto (34%)      | Televoto (34%)      | Total noche         |
| Orden | Artista   | Canción    | Jur. Prensa (33%)   | Jur. Radio (33%)    | %                   | Posición            | Total noche         |
| ----- | --------- | ---------- | ------------------- | ------------------- | ------------------- | ------------------- | ------------------- |
| 1     | Settembre | «Vertebre» | 1                   | 1                   | 49.03%              | 2                   | 1                   |
| 2     | Alex Wyse | «Rockstar» | 2                   | 2                   | 50.97%              | 1                   | 2                   |

#### Clasificación provisional de la sección Campioni
| Artista                          | Canción                  | Votación Conjunta (1.ª, 2.ª y 3.ª noches) |
| Artista                          | Canción                  | Posición                                  |
| -------------------------------- | ------------------------ | ----------------------------------------- |
| Brunori Sas                      | «L'albero delle noci»    | 1                                         |
| Olly                             | «Balorda nostalgia»      | 2                                         |
| Simone Cristicchi                | «Quando sarai piccola»   | 3                                         |
| Fedez                            | «Battito»                | 4                                         |
| Giorgia                          | «La cura per me»         | 5                                         |
| Achille Lauro                    | «Inconscienti Giovani»   | 6                                         |
| Lucio Corsi                      | «Volevo essere un duro»  | 7                                         |
| Irama                            | «Lentamente»             | 8                                         |
| Bresh                            | «La tana del granchio»   | 9                                         |
| Francesco Gabbani                | «Viva la vita»           | 10                                        |
| Elodie                           | «Dimenticarsi alle 7»    | 11                                        |
| Rocco Hunt                       | «Mille volte ancora»     | 12                                        |
| Tony Effe                        | «Damme 'na mano»         | 13                                        |
| Noemi                            | «Se t'innamori muori»    | 14                                        |
| Coma_Cose                        | «Cuoricini»              | 15                                        |
| Sarah Toscano                    | «Amarcord»               | 16                                        |
| Modà                             | «Non ti dimentico»       | 17                                        |
| The Kolors                       | «Tu con chi fai l'amore» | 18                                        |
| Shablo con Guè, Joshua, Tormento | «La mia parola»          | 19                                        |
| Willie Peyote                    | «Grazie ma non grazie»   | 20                                        |
| Massimo Ranieri                  | «Tra le mani un cuore»   | 21                                        |
| Rose Villain                     | «Fuorilegge»             | 22                                        |
| Joan Thiele                      | «Eco»                    | 23                                        |
| Gaia                             | «Chiamo io chiamo tu»    | 24                                        |
| Francesca Michielin              | «Fango in Paradiso»      | 25                                        |
| Serena Brancale                  | «Anema e cuore»          | 26                                        |
| Rkomi                            | «Il ritmo delle cose»    | 27                                        |
| Clara                            | «Febbre»                 | 28                                        |
| Marcella Bella                   | «Pelle diamante»         | 29                                        |

### Cuarta noche
| Orden | Artista – Invitado                                | Canción (Intérprete original – Año)                                             | Votación cuarta noche | Votación cuarta noche | Votación cuarta noche | Votación cuarta noche | Clasif. general |
| Orden | Artista – Invitado                                | Canción (Intérprete original – Año)                                             | Jurado Prensa (33%)   | Jurado Radio (33%)    | Televoto (34%)        | Televoto (34%)        | Posición        |
| Orden | Artista – Invitado                                | Canción (Intérprete original – Año)                                             | Jurado Prensa (33%)   | Jurado Radio (33%)    | %                     | Posición              | Posición        |
| ----- | ------------------------------------------------- | ------------------------------------------------------------------------------- | --------------------- | --------------------- | --------------------- | --------------------- | --------------- |
| 1     | Rose Villain – Chiello                            | Fiori rosa fiori di pesco (Lucio Battisti – 1970)                               | 25                    | 25                    | 1.07%                 | 19                    | 26              |
| 2     | Modà – Francesco Renga                            | Angelo (Francesco Renga – 2005)                                                 | 24                    | 24                    | 2.33%                 | 14                    | 18              |
| 3     | Clara – Il Volo                                   | The Sound of Silence (Simon & Garfunkel – 1965)                                 | 18                    | 13                    | 5.11%                 | 8                     | 9               |
| 4     | Tony Effe & Noemi                                 | Tutto il resto è noia (Franco Califano – 1977)                                  | 26                    | 26                    | 2.16%                 | 15                    | 21              |
| 5     | Francesca Michielin & Rkomi                       | La nuova stella di Broadway (Cesare Cremonini – 2013)                           | 23                    | 21                    | 1.50%                 | 18                    | 19              |
| 6     | Lucio Corsi – Topo Gigio                          | Nel blu dipinto di blu (Domenico Modugno – 1958)                                | 2                     | 2                     | 11.66%                | 2                     | 2               |
| 7     | Serena Brancale – Alessandra Amoroso              | If I Ain't Got You (Alicia Keys – 2004)                                         | 4                     | 3                     | 2.69%                 | 13                    | 13              |
| 8     | Irama – Arisa                                     | Say Something (A Great Big World ft. Christina Aguilera – 2013)                 | 10                    | 8                     | 6.44%                 | 6                     | 6               |
| 9     | Gaia – Toquinho                                   | La voglia, la pazzia (Ornella Vanoni – 1976)                                    | 20                    | 11                    | 0.61%                 | 24                    | 22              |
| 10    | The Kolors – Sal Da Vinci                         | Rossetto e caffè (Sal Da Vinci – 2024)                                          | 13                    | 7                     | 4.42%                 | 10                    | 10              |
| 11    | Marcella Bella – Twin Violins                     | L'emozione non ha voce (Adriano Celentano – 1999)                               | 22                    | 22                    | 0.76%                 | 23                    | 24              |
| 12    | Rocco Hunt – Clementino                           | Yes I Know My Way (Pino Daniele – 1981)                                         | 7                     | 10                    | 5.73%                 | 7                     | 7               |
| 13    | Francesco Gabbani – Tricarico                     | Io sono Francesco (Tricarico – 2000)                                            | 17                    | 23                    | 1.69%                 | 16                    | 15              |
| 14    | Giorgia – Annalisa                                | Skyfall (Adele – 2012)                                                          | 1                     | 1                     | 14.27%                | 1                     | 1               |
| 15    | Simone Cristicchi – Amara                         | La cura (Franco Battiato – 1996)                                                | 8                     | 4                     | 3.49%                 | 12                    | 11              |
| 16    | Sarah Toscano – Ofenbach                          | Overdrive (Ofenbach ft. Norma Jean Martine – 2023)                              | 16                    | 20                    | 1.59%                 | 17                    | 14              |
| 17    | Coma_Cose – Johnson Righeira                      | L'estate sta finendo (Righeira – 1985)                                          | 9                     | 5                     | 0.54%                 | 25                    | 16              |
| 18    | Joan Thiele – Frah Quintale                       | Che cosa c'è (Gino Paoli – 1964)                                                | 21                    | 19                    | 0.81%                 | 21                    | 23              |
| 19    | Olly – Goran Bregović & la Wedding & Funeral Band | Il pescatore (Fabrizio De André – 1970)                                         | 15                    | 16                    | 7.34%                 | 4                     | 4               |
| 20    | Achille Lauro & Elodie                            | A mano a mano (Riccardo Cocciante – 1978) / Folle città (Loredana Bertè – 1979) | 3                     | 6                     | 4.98%                 | 9                     | 8               |
| 21    | Massimo Ranieri – Neri per Caso                   | Quando (Pino Daniele – 1991)                                                    | 14                    | 14                    | 0.78%                 | 22                    | 20              |
| 22    | Willie Peyote – Tiromancino & Ditonellapiaga      | Un tempo piccolo (Franco Califano – 2005)                                       | 19                    | 18                    | 0.29%                 | 26                    | 25              |
| 23    | Brunori Sas – Riccardo Sinigallia & Dimartino     | L'anno che verrà (Lucio Dalla – 1979)                                           | 11                    | 15                    | 6.70%                 | 5                     | 5               |
| 24    | Fedez – Marco Masini                              | Bella stronza (Marco Masini – 1995)                                             | 5                     | 12                    | 8.53%                 | 3                     | 3               |
| 25    | Bresh – Cristiano De André                        | Creuza de mä (Fabrizio De André – 1984)                                         | 6                     | 9                     | 3.61%                 | 11                    | 12              |
| 26    | Shablo con Guè, Joshua & Tormento – Neffa         | Aspettando il sole (Neffa – 1996) / Amor de mi vida (Sottotono – 1999)          | 12                    | 17                    | 0.93%                 | 20                    | 17              |

### Quinta noche
| Orden | Artista                          | Canción                  |                     | Votos quinta noche | Votos quinta noche | Votos quinta noche | Votos quinta noche | Clasif. general |
| Orden | Artista                          | Canción                  | Jurado Prensa (33%) | Jurado Radio (33%) | Televoto (34%)     | Televoto (34%)     | Total noche        | Clasif. general |
| Orden | Artista                          | Canción                  | Jurado Prensa (33%) | Jurado Radio (33%) | %                  | Posición           | Total noche        | Clasif. general |
| ----- | -------------------------------- | ------------------------ | ------------------- | ------------------ | ------------------ | ------------------ | ------------------ | --------------- |
| 1     | Francesca Michielin              | «Fango in Paradiso»      | 21                  | 19                 | 0.58%              | 23                 | 22                 | 21              |
| 2     | Willie Peyote                    | «Grazie ma non grazie»   | 12                  | 8                  | 1.09%              | 16                 | 12                 | 16              |
| 3     | Marcella Bella                   | «Pelle diamante»         | 27                  | 27                 | 0.37%              | 28                 | 29                 | 29              |
| 4     | Bresh                            | «La tana del granchio»   | 17                  | 14                 | 2.15%              | 10                 | 11                 | 11              |
| 5     | Modà                             | «Non ti dimentico»       | 28                  | 28                 | 1.29%              | 13                 | 26                 | 22              |
| 6     | Rose Villain                     | «Fuorilegge»             | 15                  | 16                 | 1.06%              | 17                 | 15                 | 19              |
| 7     | Tony Effe                        | «Damme 'na mano»         | 29                  | 29                 | 1.86%              | 11                 | 24                 | 25              |
| 8     | Clara                            | «Febbre»                 | 26                  | 24                 | 0.49%              | 25                 | 28                 | 27              |
| 9     | Serena Brancale                  | «Anema e cuore»          | 16                  | 20                 | 0.87%              | 20                 | 19                 | 24              |
| 10    | Brunori Sas                      | «L'albero delle noci»    | 4                   | 5                  | 17.44%             | 1                  | 1                  | 1               |
| 11    | Francesco Gabbani                | «Viva la vita»           | 10                  | 13                 | 2.38%              | 9                  | 8                  | 8               |
| 12    | Noemi                            | «Se t'innamori muori»    | 9                   | 9                  | 0.79%              | 21                 | 13                 | 13              |
| 13    | Rocco Hunt                       | «Mille volte ancora»     | 23                  | 26                 | 1.55%              | 12                 | 18                 | 15              |
| 14    | The Kolors                       | «Tu con chi fai l'amore» | 18                  | 10                 | 0.71%              | 22                 | 17                 | 14              |
| 15    | Olly                             | «Balorda nostalgia»      | 5                   | 7                  | 16.26%             | 2                  | 2                  | 2               |
| 16    | Achille Lauro                    | «Inconscienti Giovani»   | 3                   | 3                  | 8.54%              | 5                  | 5                  | 7               |
| 17    | Coma_Cose                        | «Cuoricini»              | 8                   | 4                  | 1.24%              | 14                 | 9                  | 10              |
| 18    | Giorgia                          | «La cura per me»         | 1                   | 1                  | 8.03%              | 6                  | 4                  | 6               |
| 19    | Simone Cristicchi                | «Quando sarai piccola»   | 6                   | 6                  | 3.75%              | 7                  | 7                  | 4               |
| 20    | Elodie                           | «Dimenticarsi alle 7»    | 11                  | 18                 | 1.14%              | 15                 | 14                 | 12              |
| 21    | Lucio Corsi                      | «Volevo essere un duro»  | 2                   | 2                  | 12.31%             | 3                  | 3                  | 3               |
| 22    | Irama                            | «Lentamente»             | 25                  | 22                 | 2.89%              | 8                  | 10                 | 9               |
| 23    | Fedez                            | «Battito»                | 7                   | 12                 | 9.65%              | 4                  | 6                  | 5               |
| 24    | Shablo con Guè, Joshua, Tormento | «La mia parola»          | 13                  | 17                 | 0.90%              | 19                 | 16                 | 18              |
| 25    | Joan Thiele                      | «Eco»                    | 14                  | 11                 | 0.38%              | 27                 | 21                 | 20              |
| 26    | Massimo Ranieri                  | «Tra le mani un cuore»   | 20                  | 25                 | 0.40%              | 26                 | 27                 | 23              |
| 27    | Gaia                             | «Chiamo io chiamo tu»    | 22                  | 15                 | 0.33%              | 29                 | 23                 | 26              |
| 28    | Rkomi                            | «Il ritmo delle cose»    | 24                  | 23                 | 0.54%              | 24                 | 25                 | 28              |
| 29    | Sarah Toscano                    | «Amarcord»               | 19                  | 21                 | 0.98%              | 18                 | 20                 | 17              |

     Top 5 anunciado al final de la gala

#### Final a 5
| Orden | Artista           | Canción                 | Votación quinta noche | Votación quinta noche | Votación quinta noche | Votación quinta noche | Votación quinta noche | Clasif. general | Clasif. general |
| Orden | Artista           | Canción                 | Jur. Radio (33%)      | Jur. Prensa (33%)     | Televoto (34%)        | Televoto (34%)        | Total ronda           | %               | Posición        |
| Orden | Artista           | Canción                 | Jur. Radio (33%)      | Jur. Prensa (33%)     | %                     | Posición              | Total ronda           | %               | Posición        |
| ----- | ----------------- | ----------------------- | --------------------- | --------------------- | --------------------- | --------------------- | --------------------- | --------------- | --------------- |
| 1     | Fedez             | «Battito»               | 5                     | 4                     | 20.51%                | 3                     | 4                     | 17.76%          | 4               |
| 2     | Simone Cristicchi | «Quando sarai piccola»  | 4                     | 5                     | 6.13%                 | 5                     | 5                     | 14.78%          | 5               |
| 3     | Brunori Sas       | «L'albero delle noci»   | 3                     | 3                     | 16.61%                | 4                     | 3                     | 20.32%          | 3               |
| 4     | Lucio Corsi       | «Volevo essere un duro» | 1                     | 1                     | 25.70%                | 2                     | 1                     | 23.39%          | 2               |
| 5     | Olly              | «Balorda nostalgia»     | 2                     | 2                     | 31.05%                | 1                     | 2                     | 23.84%          | 1               |

## Audiencias
| Gala          | Fecha                 | Audiencia    | Audiencia         | Ref.   |
| Gala          | Fecha                 | Espectadores | Cuota de pantalla | Ref.   |
| ------------- | --------------------- | ------------ | ----------------- | ------ |
| Primera noche | 11 de febrero de 2025 | 12,600,000   | 65.3%             | [ 15 ] |
| Segunda noche | 12 de febrero de 2025 | 11,700,000   | 64.5%             | [ 16 ] |
| Tercera noche | 13 de febrero de 2025 | 10,700,000   | 59.8%             | [ 17 ] |
| Cuarta noche  | 14 de febrero de 2025 | 13,575,000   | 70.8%             | [ 18 ] |
| Quinta noche  | 15 de febrero de 2025 | 13,427,000   | 73.1%             | [ 19 ] |